# Iwan Chutorskoj
Iwan Igoriewicz Chutorskoj (ros. Иван Игоревич Хуторской; 17 lutego 1983 w Moskwie, zm. 16 listopada 2009 tamże) – rosyjski działacz antyfaszystowski oraz sambista. Należał do subkultury skinhead, a konkretnie do jej lewicowego odłamu – SHARP. Znany jako Wania Kostołom (ros. Ваня Костолом). Został zamordowany w swoim domu na przedmieściach Moskwy.

## Tło
Iwan Chutorskoj był znany z zapewniania bezpieczeństwa na koncertach antyfaszystowskich oraz konferencjach prasowych Stanisława Markiełowa. Trenował Sambo i siłowanię się na rękę. Wielokrotnie brał udział w pobiciach, w szczególności działaczy ruchu neonazistowskiego, na ulicach Moskwy. Filmy przedstawiające niektóre pobicia zostały opublikowane w Internecie. Był również znany z organizowania zajęć z samoobrony dla antyfaszystów.
Został postrzelony w drzwiach własnego domu 16 listopada 2009. Do morderstwa przyznała się Grupa Bojowa Organizacji Rosyjskich Nacjonalistów (ros. Боевая организация русских националистов), chociaż kilka mediów zakwestionowało istnienie tej organizacji. Dalsze śledztwo wykazało jednak, że grupa istniała rzeczywiście, a jej członkowie byli odpowiedzialni nie tylko za morderstwo Iwana Chutorskoja, ale również inne na terenie Federacji Rosyjskiej, m.in. sędziego  Eduarda Czuwaszowa, antyfaszystów Fiodora Fiłatowa oraz Ilję Dżaparidzego, a także kilku obywateli narodowości niesłowiańskich, w tym mistrza świata w boksie tajskim Muslima Abdułłajewa. W sprawie Iwana Chutorskoja okazało się, że za zbieranie informacji na jego temat byli odpowiedzialni Maksim Bakłagin i Wiaczesław Isajew, natomiast bezpośrednim mordercą antyfaszysty był Aleksiej Korszunow, który stał również za morderstwem Stanisława Markiełowa.